# دهستان قره‌سو شرقی
دهستان قره‌سو شرقی یکی از دهستان‌های شهرستان ترکمن در استان گلستان ایران است که در بخش سیجوال قرار دارد.

## جمعیت
براساس سرشماری مرکز آمار ایران در سال ۱۳۹۵، جمعیت دهستان قره‌سو شرقی ۵۶۴۲ نفر (در ۱۵۰۵ خانوار) بوده‌است.